# Rolf Landerl
Rolf Martin Landerl (Wenen, 24 oktober 1975) is een Oostenrijks voormalig voetballer en huidig voetbaltrainer.

## Spelerscarrière
Landerl kan, door zijn vele wisselingen van clubs over de hele wereld, worden betiteld als een echte voetbalglobetrotter. Zijn carrière begon SR Donaufeld in de Weense Stadsliga, maar al spoedig maakte hij de overstap naar het jeugdelftal van Rapid Wien.
Toen hij daar niet snel genoeg de overstap naar het eerste elftal kon maken ging hij voor het eerst naar het buitenland en ging hij een proefwedstrijd spelen voor het Slowaakse Inter Bratislava. Hij kon hierbij dusdanig overtuigen dat hij een contract kreeg aangeboden. Hij speelde van 1994 tot 1997 in de Slowaakse Eerste Afdeling en werd onder anderen getraind door Karel Brückner, de latere bondscoach van Tsjechië. Onder zijn leiding won Inter in het seizoen 1995/96 de Slowaakse voetbalbeker. In zijn laatste jaar in Bratislava speelde hij 26 competitiewedstrijden en scoorde hierin 10 maal.
In 1997 werd hij aangetrokken door het Nederlandse AZ Alkmaar dat toen nog in de Eerste divisie speelde. Met AZ promoveerde hij in het seizoen 1997/98 naar de Eredivisie. In het daarop volgende seizoen raakte hij echter geblesseerd waardoor hij voor een vaste plaats in de hoofdmacht uit beeld geraakte. In 1999 maakte hij daarom de overstap naar een andere Eredivisieclub, Fortuna Sittard, waar hij een basisplaats kon veroveren. Na degradatie van Fortuna in 2002 werd hij ingelijfd door een derde Eredivisieclub, FC Groningen, waar hij tot 2004 onder contract stond.
Na twee uitstekende seizoenen bij Groningen maakte de overstap naar het Portugese FC Penafiel waar hij een succesvol aanvalsduo vormde met FC Porto-legende Ljubinko Drulović.
Voor aanvang van het seizoen 2005/06 was hij weer gevlogen en ging hij kortstondig wat meer in de buurt van zijn vaderland spelen voor het ambitieuze Hongaarse FC Sopron waar hij speelde Luigi Sartor en Giuseppe Signori. In januari 2006 keerde hij terug naar Oostenrijk en ging hij spelen voor VfB Admira Wacker Mödling. Na degradatie van Admira tekende hij in de zomerpauze van 2006 een contract voor Grazer AK, maar door faillissement van deze club in 2007 keerde hij voor het seizoen 2007/08 terug naar Wacker, dat inmiddels was gedegradeerd naar de Regionalliga-Ost.
In de zomer van 2008 maakte hij opnieuw een overstap naar de Eerste Slowaakse Liga en ging hij spelen voor DAC Dunajská Streda. Ondanks dat hij in het eerste duel om het landskampioenschap tegen Spartak Trnava scoorde, werd hij in de heenwedstrijd door zijn trainer Werner Lorant gepasseerd voor het eerste elftal. Na acht wedstrijden en één doelpunt zei hij in de winter zijn contract op en vond hij onderdak bij de Oostenrijkse tweededivisieclub ASK Schwadorf.
In juni 2009 trok het buitenland weer en werd hij gecontracteerd door VfB Lübeck dat speelt in de Duitse Regionalliga Nord. Zijn laatste club was de Oostenrijkse amateurclub SV St. Margarethen waar Landerl tussen 2011 en 2013 speelde.
Landerl noemt zichzelf een "Legionair uit hartstocht".

## Trainerscarrière
Landers was nog tijdens zijn spelersloopbaan individueel trainer in de Akademie Admira Wacker Mödling. In november 2012 werd hij speler/trainer bij SV St. Margarethen. In het seizoen 2013/14 trainde hij het tweede team van FC Admira Wacker Mödling en behaalde in 2015 de UEFA Pro licentie. In 2016 werd hij trainer van VfB Lübeck. In 2021 ging hij SV Horn trainen. Van november 2022 tot eind april 2023 trainde hij FC Admira Wacker Mödling.

## Interlandcarrière
Op 18 februari 2002 speelde Landerl zijn enige wedstrijd voor het Oostenrijks voetbalelftal. In Leverkusen werd met 6-2 verloren van Duitsland. In een duel met Sebastian Deisler raakten beide spelers geblesseerd. Voor Deisler had de hierbij opgelopen zware knieblessure tot gevolg dat hij niet aan het WK 2002 kon deelnemen.